# Snelwegpanorama

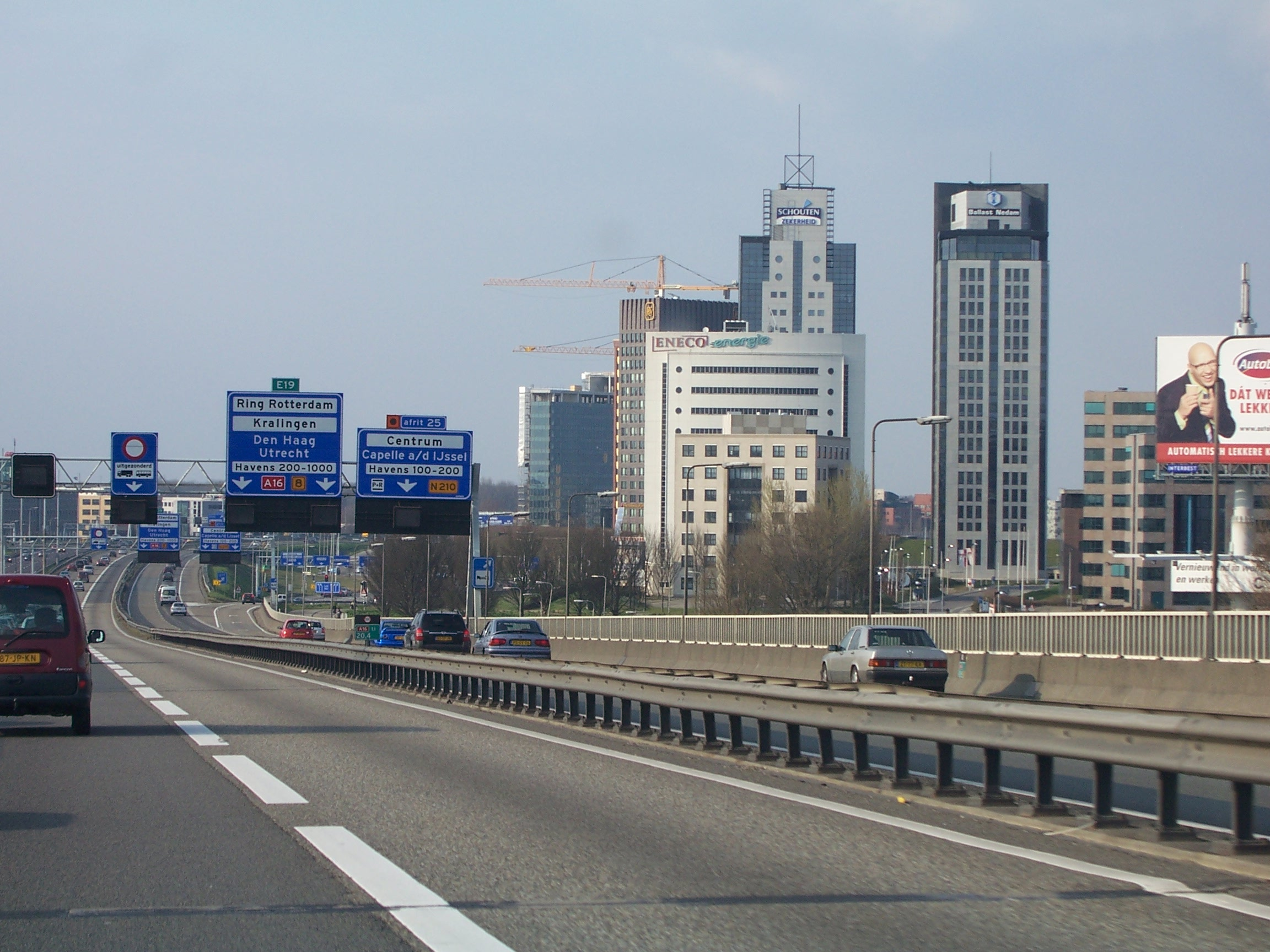
Zicht op kantoortorens vanaf de A16; ontbreken van een (landschappelijk) panorama

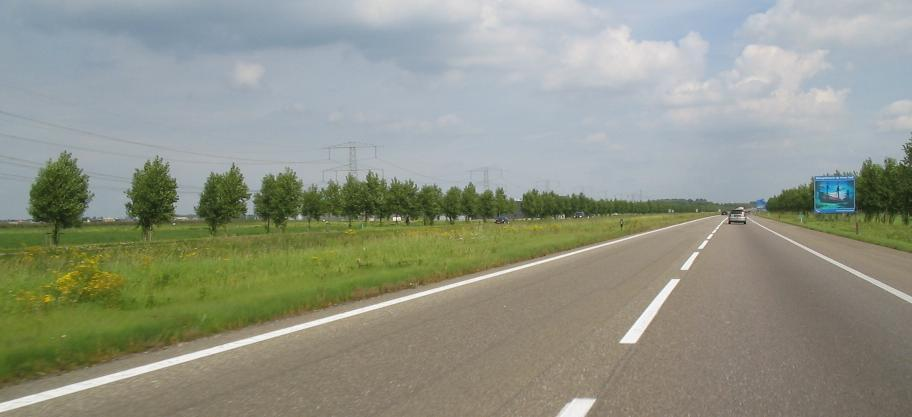
De A6 in Flevoland; hier heeft de weggebruiker nog vrij zicht op het landschap aan beide zijden van de weg

De term snelwegpanorama refereert aan de mogelijkheid om vanaf de autosnelweg vergezichten te hebben op het natuurlijke landschap. De term ontstond in de jaren 90 als gevolg van de afnemende beleving van het autorijden door de aanleg van bebouwing (geluidsmuren, bedrijven, kantoren en opslagcomplexen) langs snelwegen en wordt benoemd in de Nota mobiliteit en Nota Ruimte. Al deze objecten ontnemen het uitzicht van weggebruikers op de Nederlandse landschappen en omgevingen langs de wegen.
De aanwezigheid van een snelwegpanorama kan bijdragen aan het gevoel van ruimte en kan een hogere verkeersveiligheid opleveren vanwege een verhoogd attentieniveau (belevingen en prikkelingen, zodat automobilisten alerter worden).

## Nadeel van een panoramabeleid
- Langs de panorama's mogen geen ruimtelijke ontwikkelingen plaatsvinden
- Natuur kan vrij haar gang gaan met als gevolgd dat overstekend wild mogelijk is.
- Als er monumenten of opvallende bouwobjecten langs de weg staan, kan de aandacht op de weg weleens verzwakken.

## Voordelen van een panoramabeleid
- Opgeruimde omgeving langs de weg
- Behoud van karakter en identiteit van de omgeving
- Beleving voor automobilist (vergezichten)
- Positieve prikkelingen voor automobilist